# Pachylicus cotoensis
Pachylicus cotoensis is een hooiwagen uit de familie Zalmoxioidae.